# Camponotus raphaelis
Camponotus raphaelis är en myrart som beskrevs av Auguste-Henri Forel 1899. Camponotus raphaelis ingår i släktet hästmyror, och familjen myror. Inga underarter finns listade.

## Bildgalleri

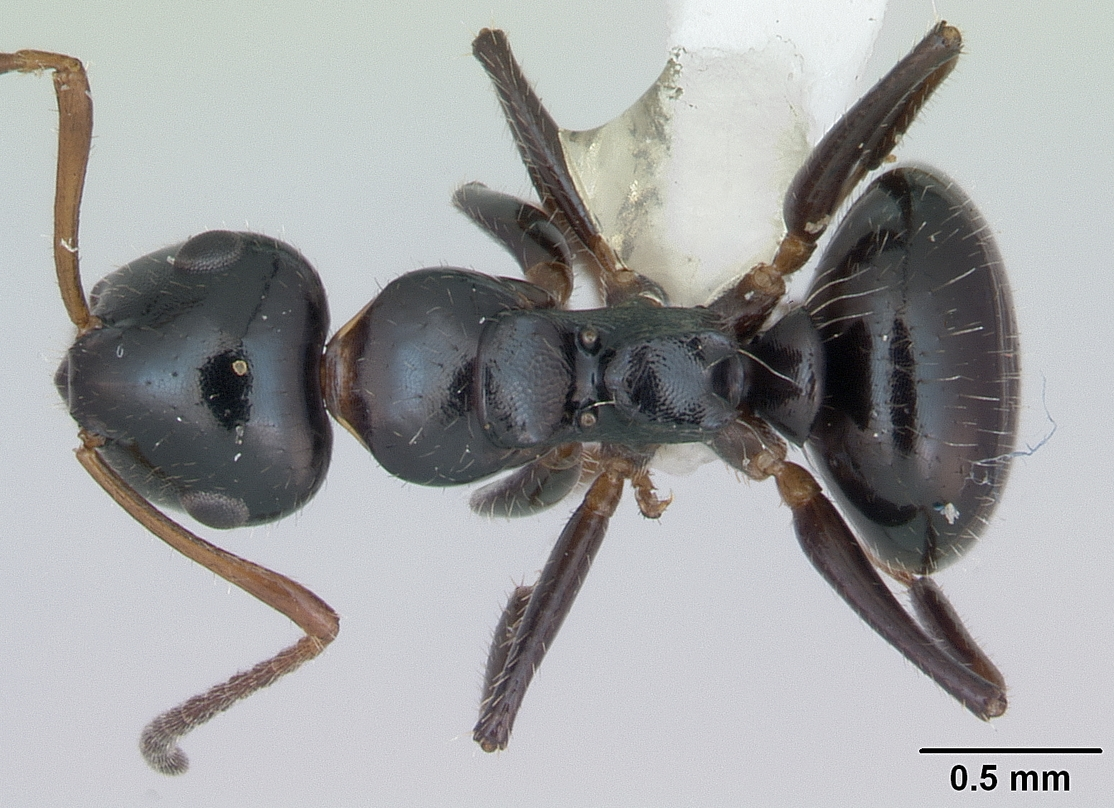
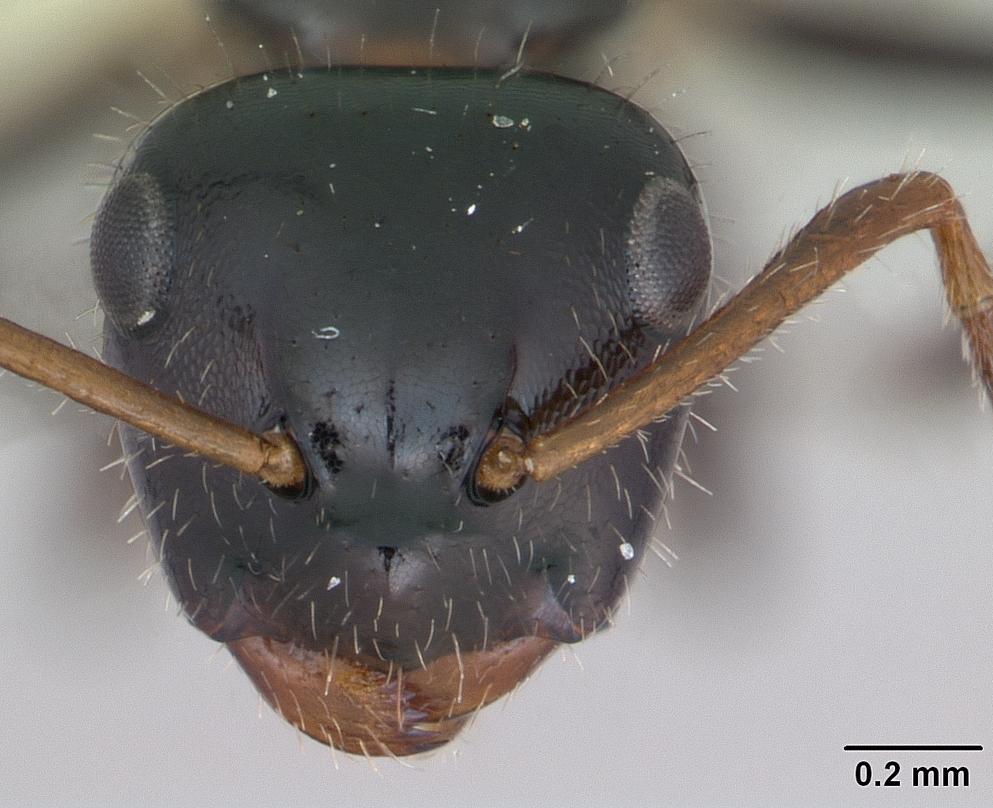
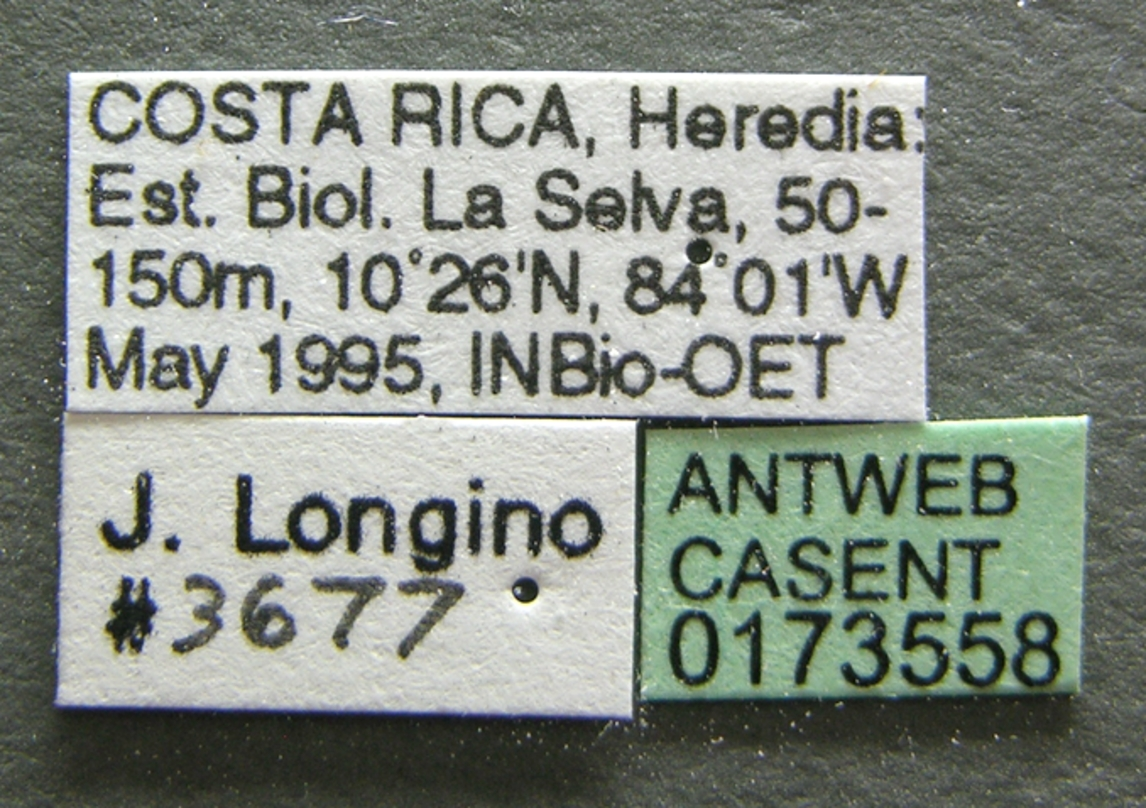
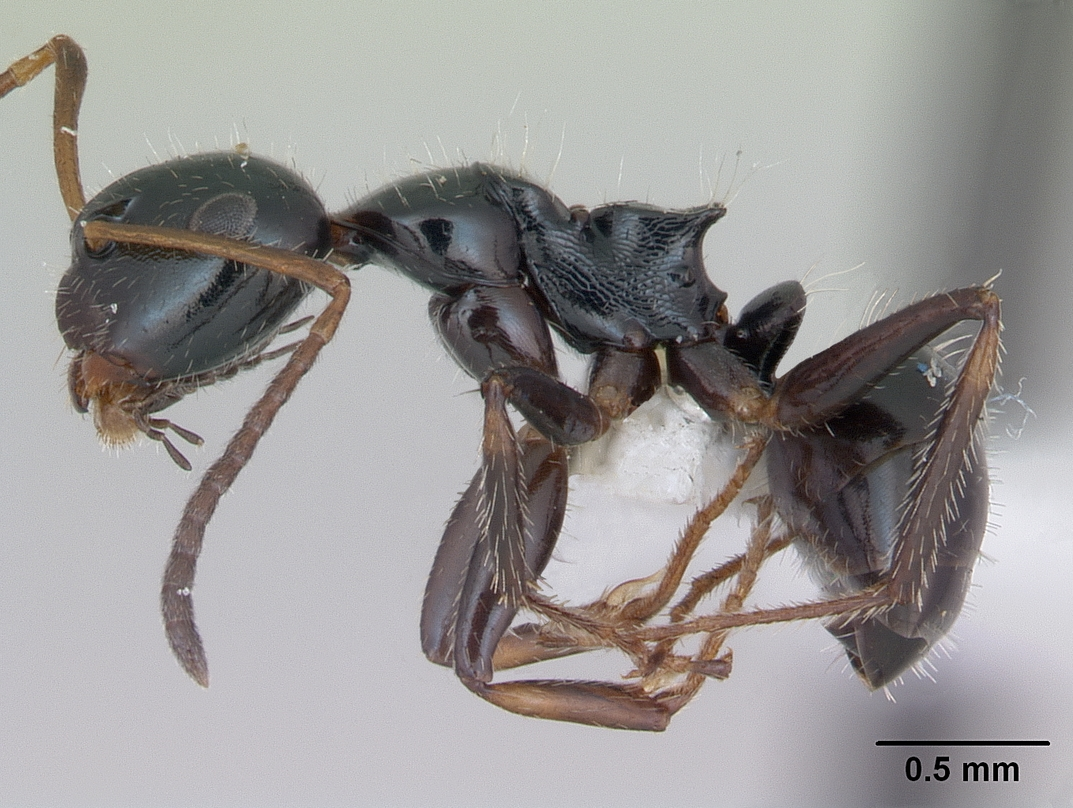
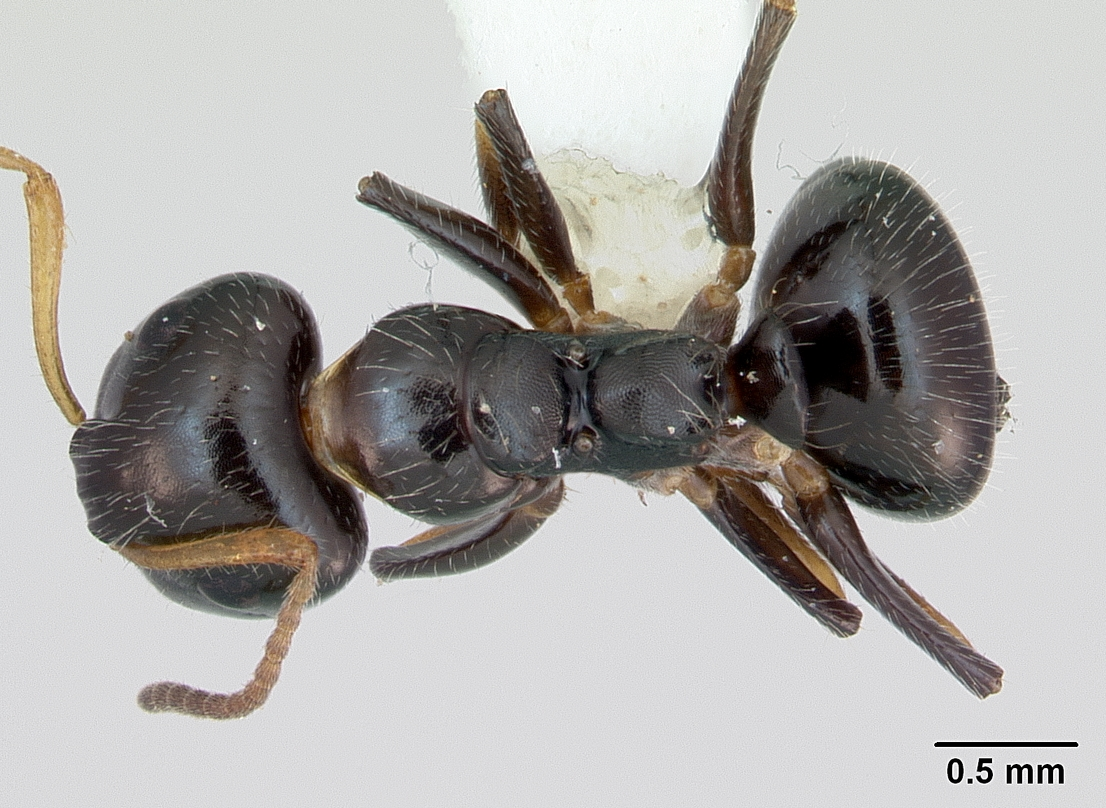
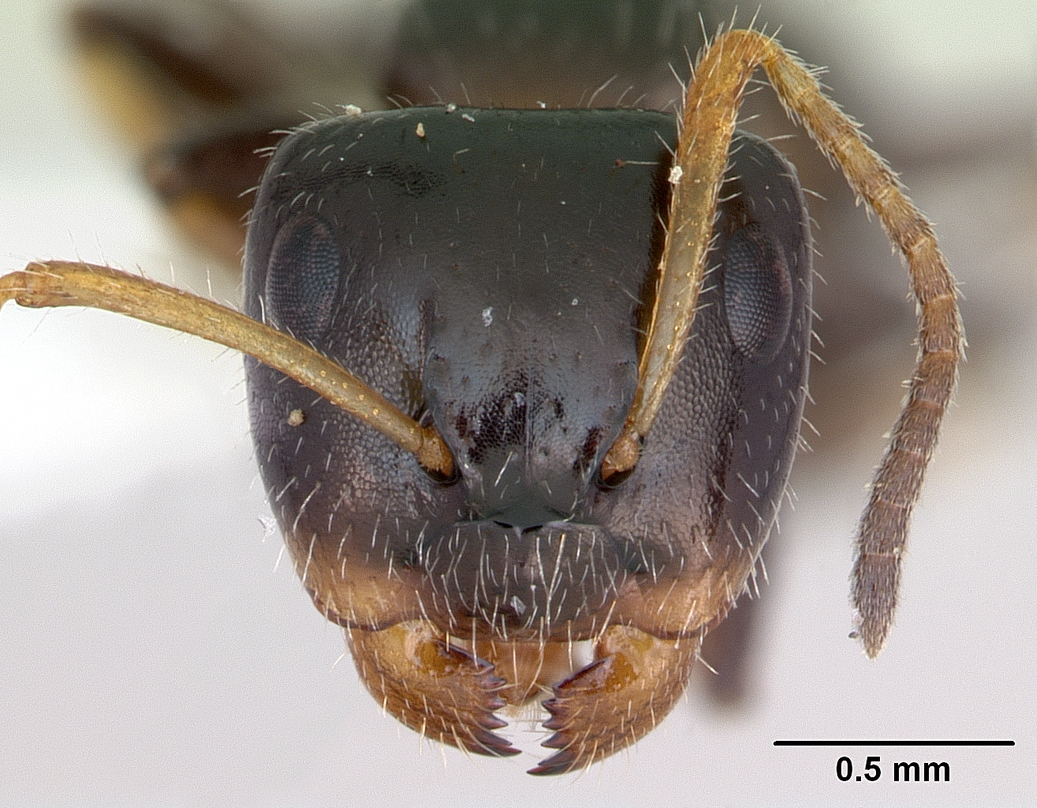